# Lieni Füglistaller
Lieni Füglistaller, né le 31 décembre 1951 à Zurich, est une personnalité politique suisse membre de l'Union démocratique du centre.

## Biographie
Il est élu au Conseil national représentant le canton d'Argovie de 2005 à 2011.